# توشیوکی سامیا
توشیوکی سامیا (انگلیسی: Toshiyuki Someya؛ زادهٔ ۱۷ دسامبر ۱۹۸۷) بازیگر اهل ژاپن است.